# بيت غيلبرت
بيت غيلبرت (بالإنجليزية: Pete Gilbert) هو لاعب كرة قاعدة أمريكي، ولد في 6 سبتمبر 1867 في بالتيك في الولايات المتحدة، وتوفي في 1911 في سبرينغفيلد في الولايات المتحدة.